# 2013年阿富汗和巴基斯坦洪灾
2013年8月，阿富汗和巴基斯坦的部分地区遭受了暴雨并引发了暴洪。超过160人在此次洪水中死亡。

## 背景
阿富汗和巴基斯坦两国因为特殊的地理位置，所以在季风季节经常遭受暴雨侵袭。自2010年起，该地区就经常在雨季遭遇洪水，每年都会夺取一百多条人命。2010年巴基斯坦洪灾是该地区过去80年来最严重的一次洪水灾害，造成1700人死亡和95亿美元的经济损失。

## 洪水
自2013年7月31日，阿富汗和巴基斯坦的部分地区遭受了不寻常的大雨，引起了山洪。8月5日，洪水开始退去，但8月和9月是季风季节的高潮期，预计后期会有更多的豪雨。除了巴基斯坦开伯尔-普什图省的一个地区，其他地区的洪水在5日都已退去。

## 人员伤亡和损失

### 阿富汗
阿富汗东部和东南部的山区是重灾区。喀布尔省的索罗比区有61人被夺走了生命，约500间土坯房（一种南亚和伊斯兰国家的民房）被摧毁。在东部的霍斯特省和楠格哈尔省，洪水摧毁了50间房屋和数千英亩的农场土地，造成24人死亡。在努尔斯坦省的三个区，至少60间房屋被冲垮，但是没有人员伤亡报告。 据悉，阿富汗政府已调集大批军队前往救援，不过，由于一些灾区的道路被塔利班控制，政府军无法进入。

### 巴基斯坦
截至8月5日，巴基斯坦据报有80人死亡，30余人受伤。整个国家都受到了洪水的袭击，其中以南部的城市卡拉奇灾情最为严重。在西北部的部落地区，有11人死亡，其中8人在开伯尔-普什图省，3人在克什米尔地区。快速流动的洪水冲刷了中部的旁遮普省的大部分土地，造成12人死亡。在南部，俾路支省有8人死亡，信德省有10人死亡。在整个巴基斯坦，受雨水和洪水影响的人数超过66000人。许多死亡案例是由于房屋倒塌压死或被掉落的电源线电击。在卡拉奇，贫民窟遭受了齐腰深的积水侵袭和大面积停电，城市排水和污水处理系统堵塞，造成街道积满水。

## 反应和救灾工作
阿富汗官员说，他们无法向一些地区提供援助，因为塔利班控制了那些地区的通路。
巴基斯坦总理纳瓦兹·谢里夫说，政府已派出3名内阁部长前往受灾地区调查。巴基斯坦国家灾害管理局主任穆罕默德·赛义德·阿利姆将此次洪水归咎于全球气候变化。 在巴基斯坦东部，100卡车运载救灾物资已经出动并与30个医疗营地建立了联系。卡拉奇官员表示，清理洪水肆虐过后的城市至少需要两天。军队已部署到卡拉奇，帮助工程师解决排水系统阻塞问题。